# Boczkowe
Boczkowe (ukr. Бочкове) – wieś na Ukrainie, w obwodzie charkowskim, w rejonie czuhujewskim, w hromadzie Wołczańsk. W 2001 liczyła 136 mieszkańców.